# Fran Huck
Anthony Francis "Fran" Huck, född 4 december 1945 i Regina i Saskatchewan, är en kanadensisk före detta ishockeyspelare.
Huck blev olympisk bronsmedaljör i ishockey vid vinterspelen 1968 i Grenoble. Han ingick i det kanadensiska amatörlandslag som erhöll brons vid VM 1966 och 1967.